# タンジュン・ピアイ
タンジュン・ピアイ（マレー語: Tanjung Piai）とはマレーシアのジョホール州にある岬で、マレー半島の最南端でかつユーラシア大陸最南端の地である。

## 概要
ジョホール・バルの西南部で、ポンティアン郡スルカッ行政村に位置する。プライ川河口の西側にある。
マラッカ海峡とジョホール海峡とシンガポール海峡の合流点という世界でも有数の海上交通の要所であり、岬からは非常に多くの船舶を見ることができる。
付近一帯はタンジュン・ピアイ・ジョホール国立公園（Tanjung Piai Johor National Park）に指定されており、最南端のモニュメントやマングローブを観察する遊歩道などが整備されている。また、一帯にはマングローブと干潟が多く、ミナミブタオザル、カニクイザル、マングローブヤイロチョウ、マングローブヒメアオヒタキ、マングローブモズヒタキ、コハゲコウ、センザンコウ（マレーセンザンコウ）、ヤマアラシ（マレーヤマアラシ）、ビロードカワウソ、ヒゲイノシシなどの動物が生息しており、2003年にラムサール条約登録地となった。

## 主要施設
公園事務所
「アジア大陸最南端の地到達認定書」を有料で発行している。この認定書には発行番号が付与されており、認定書に氏名と到達年月日が書き込まれる。
アジア大陸最南端のモニュメント
公園の入口と、最南端の突端の2か所にある。
タンジュン・ピアイ・リゾート
宿泊施設（水上ロッジ）、レストランなどがある。

## アクセス
- ジョホール州道J111号線 - 国道95号線を経由してククッ（Kukup）まで約12km。